# Кроз буру и огањ
Кроз буру и огањ је југословенски филм из 1929. године. Режирали су га Милутин Игњачевић и Ранко Јовановић, а сценарио је писала Даринка Јовановић.

## Улоге
| Глумац                 | Улога        |
| ---------------------- | ------------ |
| Димитрије Димитријевић | Јанко        |
| Стаменко Ђурђевић      | Стаменко     |
| Сергије Јањенко        | оберлајтнант |
| Ковиљка Константиновић | Вера         |
| Михајло Поповић        |              |
| Љубиша Срећковић       | цугсфирер    |
| Анђелија Веселица      | Милена       |